# Xu Xing (paleontólogo)
Xu Xing (chinês: 徐星; pinyin: Xú Xīng; nascido em 1969) é um paleontólogo chinês que nomeou mais dinossauros do que qualquer outro paleontólogo vivo. Entre as descobertas nomeadas, estão táxons como o ceratopsiano jurássico Yinlong, o tiranossauróide jurássico Guanlong, o grande oviraptorossauro Gigantoraptor e o troodontídeo Mei.

## Biografia
Xing nasceu em Xinjiang, China, em 1969. Graduado pelo departamento de geologia da Universidade de Pequim, atualmente é pesquisador do Instituto de Paleontologia de Vertebrados e Paleoantropologia da Academia Chinesa de Ciências em Pequim. Ele havia planejado originalmente se tornar um economista. No entanto, ele foi designado para o departamento de geologia pelas autoridades chinesas. Graduou-se em 1995, e reivindica inspiração de Roy Chapman Andrews.
Entre as contribuições paleontológicas de Xu estão a descoberta e análise de fósseis de dinossauros com características aviárias e o desenvolvimento de teorias sobre a evolução das penas.

## Gêneros descritos
| Nome             | Ano  | Situação         | Co-autor(es) | Co-autor(es)                                                                                           | Notas                                                                              | Imagens |
| ---------------- | ---- | ---------------- | --- | --- | ---------------------------------------------------------------------------------- | ------- |
| Archaeovolans    | 2002 | Sinônimo filhote | - Stephen Czerkas | | Sinônimo filhote de Yanornis.                                                      |         |
| Beipiaosaurus    | 1999 | Táxon válido.    | - Tang Z. | - Wang Xiaolin                                                                                         |                                                                                    |         |
| Chaoyangsaurus   | 1999 | Táxon válido.    | - Zhao Xijin | - Cheng Z.                                                                                             |                                                                                    |         |
| Dilong           | 2004 | Táxon válido.    | - Mark Norell - Kuang Xuewen - Wang Xiaolin                                                                                      | - Zhao Qi - Jia Chengkai                                                                               |                                                                                    |         |
| Erliansaurus     | 2002 | Táxon válido.    | - Zhang Z. - Paul Sereno - Zhao Xijin                                                                                            | - Kuang X. - Han J. - Tan L.                                                                           |                                                                                    |         |
| Eshanosaurus     | 2001 | Táxon válido.    | - Zhao Xijin | - James M. Clark                                                                                       |                                                                                    |         |
| Gigantoraptor    | 2007 | Táxon válido.    | - Tan Q. - Wang J. | - Zhao Xijin - Tan L.                                                                                  |                                                                                    |         |
| Graciliraptor    | 2004 | Táxon válido.    | - Wang Xiaolin | |                                                                                    |         |
| Guanlong         | 2006 | Táxon válido.    | - James M. Clark - C. Forster - Mark Norell                                                                                      | - Greg Erickson - D. Eberth - Jia C. - Zhao Q.                                                         |                                                                                    |         |
| Hongshanosaurus  | 2003 | Táxon válido.    | - You Hailu | - Wang Xiaolin                                                                                         |                                                                                    |         |
| Incisivosaurus   | 2000 | Táxon válido.    | - Cheng Y. - Wang Xiaolin | - Chang C.                                                                                             |                                                                                    |         |
| Jeholosaurus     | 2000 | Táxon válido.    | - Wang Xiaolin | - You Hailu                                                                                            |                                                                                    |         |
| Jinzhousaurus    | 2001 | Táxon válido.    | - Wang Xiaolin | |                                                                                    |         |
| Liaoceratops     | 2002 | Táxon válido.    | | |                                                                                    |         |
| Liaoningosaurus  | 2001 | Táxon válido.    | - Wang Xiaolin | - You Hailu                                                                                            |                                                                                    |         |
| Limusaurus       | 2009 | Táxon válido.    | - James M. Clark - Jinyou Mo - Jonah Choiniere - Catherine A. Forster - Gregory M. Erickson - David W. E. Hone - Corwin Sullivan | - David A. Eberth - Sterling Nesbitt - Qi Zhao - Rene Hernandez - Cheng-kai Jia - Feng-lu Han - Yu Guo |                                                                                    |         |
| Lingwulong       | 2018 | Táxon válido.    | - Upchurch, P. - Mannion, P. - Barrett, P. - Regalado-Fernandez, O.                                                              | - Ma, J. - Liu, H. - Mo, J.                                                                            |                                                                                    |         |
| Linheraptor      | 2010 | Táxon válido.    | - Choinere, J. - Pittman, M. - Tan, Q. - Xiao, D. - Li, Z.                                                                       | - Tan, L. - Clark, J. - Norell, M. - Hone, D.W.E. - Sullivan                                           |                                                                                    |         |
| Mei long         | 2004 | Táxon válido.    | - Mark Norell | |                                                                                    |         |
| Microraptor      | 2000 | Táxon válido.    | - Zhou Zhonghe | - Wang Xiaolin                                                                                         |                                                                                    |         |
| Nanyangosaurus   | 2000 | Táxon válido.    | - Zhao - Lu - Huang | - Li - Dong                                                                                            |                                                                                    |         |
| Neimongosaurus   | 2001 | Táxon válido.    | - Zhang X. - Paul Sereno | - Kwang - Tan                                                                                          |                                                                                    |         |
| Pedopenna        | 2005 | Táxon válido.    | - Zhang Fucheng | |                                                                                    |         |
| Sinornithosaurus | 1999 | Táxon válido.    | - Wang Xiaolin | - Wu Xiao-Chun                                                                                         |                                                                                    |         |
| Sinovenator      | 2002 | Táxon válido.    | - Mark Norell - Peter Makovicky                                                                                                  | - Wang Xiaolin - Wu Xiao-Chun                                                                          |                                                                                    |         |
| Sinusonasus      | 2004 | Táxon válido.    | - Wang Xiaolin | |                                                                                    |         |
| Sonidosaurus     | 2006 | Táxon válido.    | - Zhang X. - Tan Q. | - Zhao Xijin - Tan L.                                                                                  |                                                                                    |         |
| Xinjiangovenator | 2005 | Táxon válido.    | - Oliver Rauhut | | Previamente descrito como um espécime de Phaedrolosaurus por Dong Zhiming em 1973. |         |
| Xixianykus       | 2010 | Táxon válido.    | - De-You Wang - Corwin Sullivan - David W. E. Hone                                                                               | - Feng-Lu Han - Rong-Hao Yan - Fu-Ming Du                                                              |                                                                                    |         |
| Yi               | 2015 | Táxon válido.    | - Zheng Xiaoting - Corwin Sullivan - Wang Xiaoli - Xing Lida - Wang Yan                                                          | - Zhang Xiaomei - Jingmai O'Connor - Zhang Fucheng - Pan Yanhong                                       |                                                                                    |         |
| Yinlong          | 2006 | Táxon válido.    | - C. Forster - James M. Clark | - Mark Norell - Mo J.                                                                                  |                                                                                    |         |
| Yixianosaurus    | 2003 | Táxon válido.    | - Wang Xiaolin | |                                                                                    |         |
| Yutyrannus       | 2012 | Táxon válido.    | - Kebai Wang - Ke Zhang - Qingyu Ma - Lida Xing                                                                                  | - Corwin Sullivan - Dongyu Hu - Shuqing Cheng - Shuo Wang                                              |                                                                                    |         |
| Zhuchengceratops | 2010 | Táxon válido.    | - Kebai Wang - Xijin Zhao | - Corwin Sullivan - Shuqing Chen                                                                       |                                                                                    |         |

## Principais publicações
- Xu, Xing; Norell, Mark A;  et al. (2004). «Basal tyrannosauroids from China and evidence for protofeathers in tyrannosauroids» (PDF). Nature. 431 (7009): 680–684. Bibcode:2004Natur.431..680X. PMID 15470426. doi:10.1038/nature02855. Cópia arquivada (PDF) em 2 de abril de 2012
- Xu, Xing; Clark, James M; Forster, Catherine A;  et al. (2006). «A basal tyrannosauroid dinosaur from the Late Jurassic of China» (PDF). Nature. 9 (7077): 715–718. Bibcode:2006Natur.439..715X. PMID 16467836. doi:10.1038/nature04511
- Xu, Xing;  et al. (2007). «A gigantic bird-like dinosaur from the Late Cretaceous of China» (PDF). Nature. 447 (7146): 844–847. Bibcode:2007Natur.447..844X. PMID 17565365. doi:10.1038/nature05849
- Xu, Xing;  et al. (2009). «A new feather type in a nonavian theropod and the early evolution of feathers». Proceedings of the National Academy of Sciences of the United States of America. 106 (3): 832–834. PMC 2630069. PMID 19139401. doi:10.1073/pnas.0810055106
- Xu, X.; Wang, K.; Zhang, K.; Ma, Q.; Xing, L.; Sullivan, C.; Hu, D.; Cheng, S.; Wang, S. (2012). «A gigantic feathered dinosaur from the Lower Cretaceous of China» (PDF). Nature. 484 (7392): 92–95. Bibcode:2012Natur.484...92X. PMID 22481363. doi:10.1038/nature10906. Arquivado do original (PDF) em 17 de abril de 2012
- Xu, Xing;  et al. (2015). «A bizarre Jurassic maniraptoran theropod with preserved evidence of membranous wings». Nature (em inglês). 521 (7550): 70–73. Bibcode:2015Natur.521...70X. ISSN 1476-4687. PMID 25924069. doi:10.1038/nature14423